# 9882 Stallman
A 9882 Stallman (ideiglenes jelöléssel 1994 SS9) a Naprendszer kisbolygóövében található aszteroida. A Spacewatch program keretében fedezték fel 1994. szeptember 28-án.